# National socialist black metal
Il National Socialist Black Metal (abbreviato NSBM) è una corrente propria del black metal che si distingue nella matrice tipica delle liriche, attraverso il confluire di espliciti riferimenti politici di stampo nazista, ai più consueti riferimenti satanici. 
Tuttavia non si tratta comunque di tematiche esclusive; nella musica dei gruppi appartenenti a questa frangia si riscontrano infatti ulteriori importanti tematiche comuni nel panorama black metal apolitico, come, per esempio, il paganesimo, il folklore e la mitologia.

## Storia
È piuttosto difficile definire la sua nascita. Le radici del NSBM affondano agli inizi degli anni novanta, in concomitanza con la crescita del genere, con l'avvento di gruppi black metal apertamente nazisti come Absurd, Impaled Nazarene. Questi gruppi citavano e alludevano al nazismo con la loro immagine e il loro atteggiamento.
Furono, probabilmente, questi fattori a portare la nascita di questa corrente. Le band che si riconoscono nel filone del NSBM si ispirano, principalmente, alle teorie di Adolf Hitler e del Partito Nazista tedesco ma anche a quelle di Benito Mussolini, Julius Evola, Savitri Devi e Elena Petrovna Blavatskij.
Da notare che questi gruppi raramente provengono dai paesi scandinavi e non si relazionano con le principali band black metal, rimanendo quindi nella scena underground. Il NSBM iniziò ad assumere i suoi connotati con i tedeschi Absurd, considerati i massimi esponenti del genere, e i polacchi Graveland i primi ad immettere temi e idee riconducibili al nazismo nei loro testi. Altre band da citare sono gli italo-norvegesi Massemord, gli ucraini Nokturnal Mortum (anche se a metà anni 2000 hanno cominciato a distanziarsi dalla politica nonostante suonino al festival Asgardsrei), Astrofaes e Paganland, i greci Der Stürmer e Naer Mataron, gli statunitensi Grand Belial's Key, i francesi Kristallnacht, Ad Hominem, gli italiani Frangar, Via Dolorosa, Spite Extreme Wing, i russi M8l8th, Temnozor, Velimor, Branikald e Syny Severa, i polacchi Infernum e Veles, i finlandesi Goatmoon.

## Rapporti e differenze con il black metal classico
Dal punto di vista strettamente musicale non ci sono sostanziali differenze. La linea di confine fra i generi è puramente ideologica, concettuale ed attitudinale.
Le band black metal classiche hanno il baricentro della loro attività nella musica, mentre le band NSBM si distinguono anche come promotrici di dichiarazioni politiche e organizzazioni neo-naziste; variano anche i temi: se nel black metal classico possiamo spesso vedere riferimenti all'esoterismo, alla natura, alla mitologia o al satanismo, nel NSBM si riscontrano spesso tematiche d'odio, razziste, antisemite, antimusulmane, anticomuniste, anticristiane e riferimenti storici alla Germania nazista e al paganesimo.
Il black metal in generale ha forti radici nel thrash metal nel death metal, e un'attività live che spesso si estende a festival con generi differenti, e in alcuni casi riferimenti al nazismo evidenti ma non espliciti. I rapporti della scena black metal "tradizionale" con la sottocultura NSBM non sono univoche. Se buona parte del circuito mainstream, infatti, rigetta più o meno direttamente il nazismo (pur conservando in alcuni casi un atteggiamento, soprattutto simbolico, abbastanza riconducibile all'estetica nazista), nell'ambiente underground le contaminazioni sono spesso reciproche, cosicché avviene che alcune band originariamente aderenti al black metal tradizionale acquisiscano i caratteri lirici tipici dell'NSBM e viceversa.

## Incomprensioni
La classificazione dei gruppi NSBM è spesso inattendibile e con delle incomprensioni. Per essere più precisi, esistono gruppi considerati appartenenti al black metal nazista ma che dichiarano di non farne parte.
La one man band Burzum viene spesso tacciata di essere un progetto NSBM a causa delle ideologie e delle dichiarazioni prettamente di estrema destra del leader Varg Vikernes. Sebbene sostenga di affondare le sue radici politico-religiose nell'odalismo, ha sempre negato di essere un seguace del nazismo, anche se le sue dichiarazioni, la sua visione molto particolare del fenomeno del Nazismo Storico, o il fatto stesso di aver assunto il nome di Vidkun Quisling rendono la sua posizione molto ambigua.
Anche i Marduk sono spesso considerati un gruppo di matrice nazionalsocialista a causa di un album dedicato alla seconda guerra mondiale e al movimento politico in questione, Panzer Division Marduk. Ad ogni modo, il fondatore Morgan Håkansson ha dichiarato di non essere un seguace del nazismo, ma solo un appassionato della sua storia.
I Thunderbolt si considerano estranei a questo movimento, nonostante presentino testi dai contenuti di estrema destra e, in passato, abbiano suonato con gruppi come Graveland, Kataxu e Infernum, che sono parti integranti della corrente.
Gli argentini Nachtgeblüt sono stati spesso definiti come una band appartenente a questo filone. In realtà, in nessun testo delle proprie composizioni Evilgne inneggia ad ideologie di estrema destra.
Anche i finlandesi Satanic Warmaster sono stati spesso definiti una band di matrice nazista, nonostante il cantante Werewolf si sia dichiarato estraneo a questa corrente pubblicando sulla sua pagina facebook durante un Q&A un grafico per scagionarsi dalle varie accuse.
Anche i finlandesi Goatmoon fanno parte della scena.